# アジョ・モータースポーツ
アジョ・モータースポーツ ( Ajo Motorsport ) は、フィンランドのオートバイレーシングチーム。現在ロードレース世界選手権Moto3クラスに参戦している。チーム代表は元レーサーのアキ・アジョ。

## チームの歴史

### 2001年
チームのロードレース世界選手権デビューは、ミカ・カリオをライダーにワイルドカード枠で125ccクラスに参戦した2001年の第9戦ドイツGPだった。その後第12戦バレンシアGPにも出場した。チームが使用したマシンはエントリー上はホンダとなっていたが、エンジンはチーム自身が作成したものだった。

### 2002年
2002年、チームはカリオをライダーにロードレース世界選手権125ccクラスにフル参戦を果たした。カリオは第3戦スペインGPで5位に入ったのがベストリザルトとなり、シリーズランキング11位を記録。アンドレア・ドヴィツィオーゾ、ホルヘ・ロレンソらライバルを破ってルーキー・オブ・ザ・イヤーに輝いた。

### 2003年
2003年シーズンは体制を拡大し、カリオのチームメイトに日本の東雅雄が加入した。カリオは8月にKTMのワークスチームに引き抜かれ、後釜にはアンドレア・バレリーニが就いた。第15戦オーストラリアGPではバレリーニ1位、東2位で1-2フィニッシュを成し遂げた。アジョ・チームは濡れた路面に強いブリヂストンタイヤを武器に、ウェットレースを中心に好成績を残した。

### 2004年
2004年はライダーが一新され、チェコのルーカス・ペセックとデンマークのロビン・ハームスのペアとなった。しかしこの年ペセックはクラッシュを繰り返し、ハームスも何度か負傷を負い、期待はずれのシーズンに終わった。ペセックは翌シーズンデルビに移籍する。

### 2005年
2005年は日本の小山知良とフランスのアレックス・マスボーの2人がライダーになった。小山はオーストラリアGPで2位、トルコGPで3位、シリーズランキングでは8位に入り、チームにとっては2度目となるルーキー・オブ・ザ・イヤーを獲得した。

### 2006年
2006年シーズンはライダーに変更はなかったが、マシンをこれまでのホンダからマラグーティに変更した。両ライダーとも怪我に苦しむシーズンとなってしまい、マスボーは僅か8戦しか出場できずノーポイント、小山もポルトガルGPで6位に入ったのがベストとなりシリーズ15位と成績を落とした。

### 2007年
2007年はマシンを再び変更しデルビで戦うことになった。ライダーラインナップも一新されオーストリアのミハエル・ランセデールとルーマニアのロベルト・ムレサンのペアとなった。ランセデールは13レースで入賞しシリーズ12位に入ったが、ムレサンはノーポイントに沈んだ。

### 2008年
2008年シーズンはマシンは引き続きデルビ、ライダーにはフランスのマイク・ディ・メッリオとスイスのドミニク・エガーターが就いた。ディ・メッリオはシーズン4勝を挙げ、チームに初のワールドタイトルをもたらした。エガーターは3度8位に入ったのがベストリザルトでシリーズ16位だった。

### 2009年
2009年、250ccクラスにステップアップしていったディ・メッリオに代わり、ドイツのサンドロ・コルテセがエガーターのチームメイトになった。コルテセは第14戦ポルトガルGPでの2位をはじめ3度表彰台に立ちシリーズ6位に入った。エガーターはフランスGPでの6位がベストでシリーズ13位だった。

### 2010年
2010年シーズンは、コルテセのチームメイトにスペインのマルク・マルケスが加入した。コルテセはフィンランドの作業用車両メーカーのアヴァンと三菱自動車が、マルケスはレッドブルとレプソルがメインスポンサーとなり、エントリー上は別々のチーム名となった。マルケスは10勝を挙げる圧倒的な強さを見せてシーズンを席巻、チームに2度目のライダーズタイトルをもたらした。コルテセは2度の表彰台でランキング7位に留まった。
またこのシーズン、新しく始まったMoto2クラスにはアレックス・デボンが、125ccクラスにはアドリアン・マルティンが「アエロポルト・デ・カステロ・アジョ」として参戦したが、これはアキ・アジョが持っていた参戦枠をデボンに譲ったものであり、実際にチームを運営したのはデボン自身が立ち上げた「モータースポーツ69」チームであった。

### 2011年
2011年シーズンはライダーラインナップを一新し、エフレン・バスケスとヨハン・ザルコの2名を迎える。また新たにジュニアチームを立ち上げることとなり、「レッドブル・アジョ・モータースポーツ」の名前でジョナス・フォルガーとダニー・ケントの2人が参戦する。さらにはマレーシアのズルファミ・カイルディンも別スポンサーのマシンで参戦し、チーム全体としてはライダー5人の大所帯となった。

### 2021年

#### Moto2
2021年シーズンは、活動休止を発表した長島哲太やMotoGPクラスへ参戦することになったホルヘ・マルティンに変わって、ワイン・ガードナーの息子で、マレーシアのチームに在籍していたレミーとMoto3クラスで同チームから参戦したラウル・フェルナンデスを迎えることになった。マシンは前年に続きカレックスで戦う。ラウル・フェルナンデスとレミー・ガードナーの最終戦までの激闘の末ガードナーがタイトルを獲得した。

#### Moto3
2021年シーズンはライダーラインナップを一新し、Moto2へステップアップしたラウル・フェルナンデスとフランスのチームに移籍した鳥羽海渡に代わって、ジャウマ・マシアとペドロ・アコスタの2名を迎える。序盤4戦が2者共に優勝を飾り、早くも初のチームタイトル獲得に近づけていく。年間を通してポールポジションとファステストラップの獲得数は他のチームに比べて少ないが、アコスタがデビューイヤーにチャンピオンを獲得してシーズンを終えた。

#### MotoE
ニキ・トゥーリがスーパースポーツ世界選手権に復帰するため大久保光が日本人初のMotoEデビュー。ライダーズランキング11位でシーズンを終えた。

### 2022年

#### Moto2
2022年シーズンは、Moto3チャンピオンを獲得したアコスタとマルクVDSレーシングチームに所属していたアウグスト・フェルナンデスが加入。

#### Moto3
2022年シーズンは、マシアのチームメイトにレッドブル・KTM・テック3に代役参戦したダニエル・オルガドが加入。

#### MotoE
引き続き大久保が参戦。

### 2025年
代表のアジョがレッドブル・KTM・ファクトリーレーシングのチームマネージャーに就任される。